# Georgskathedrale (Alqosch)

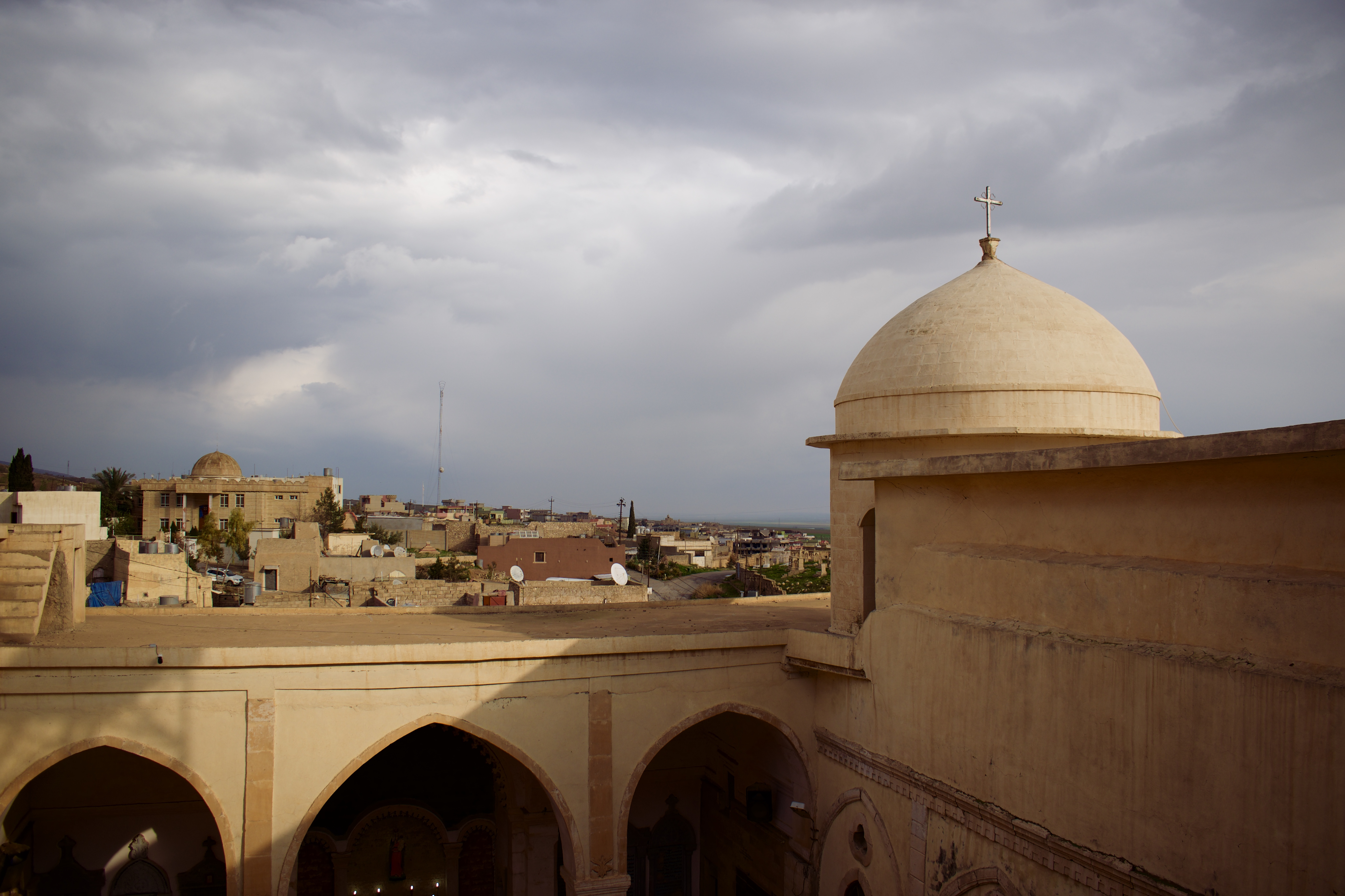
Kirchturm der Georgskathedrale von Alqosch, 2018

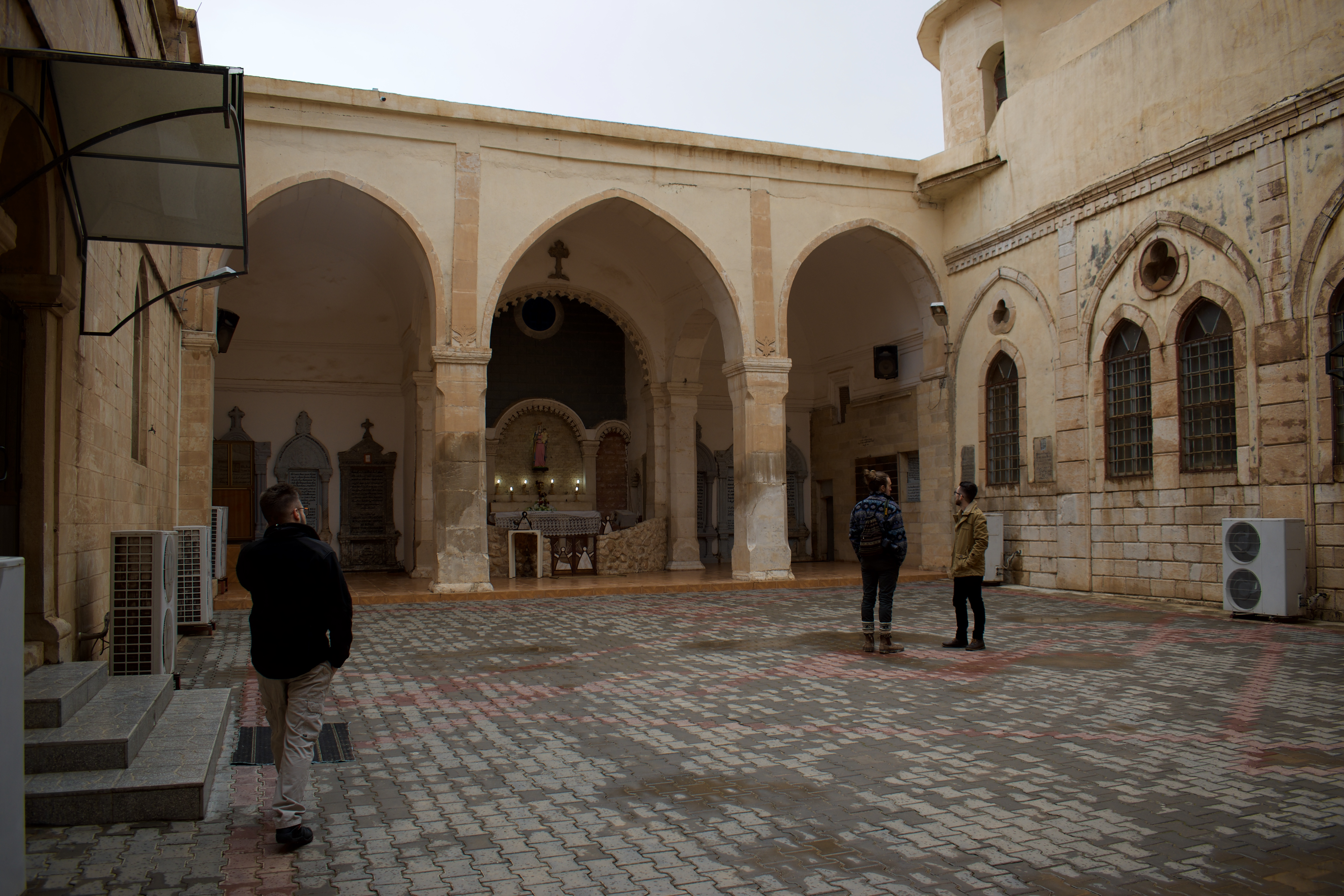
Hofansicht von St. Georg, 2018

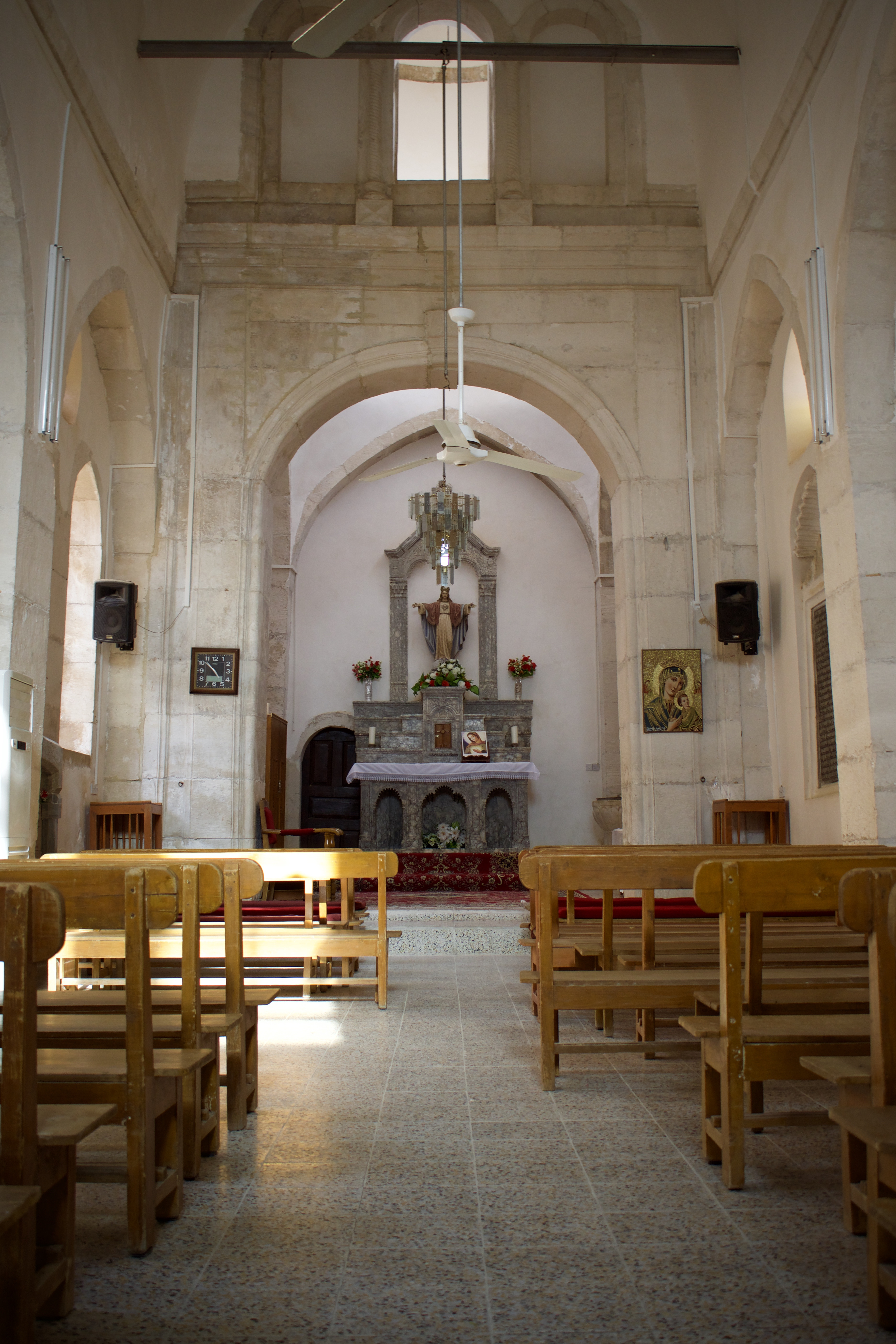
Innenansicht von St. Georg, 2018

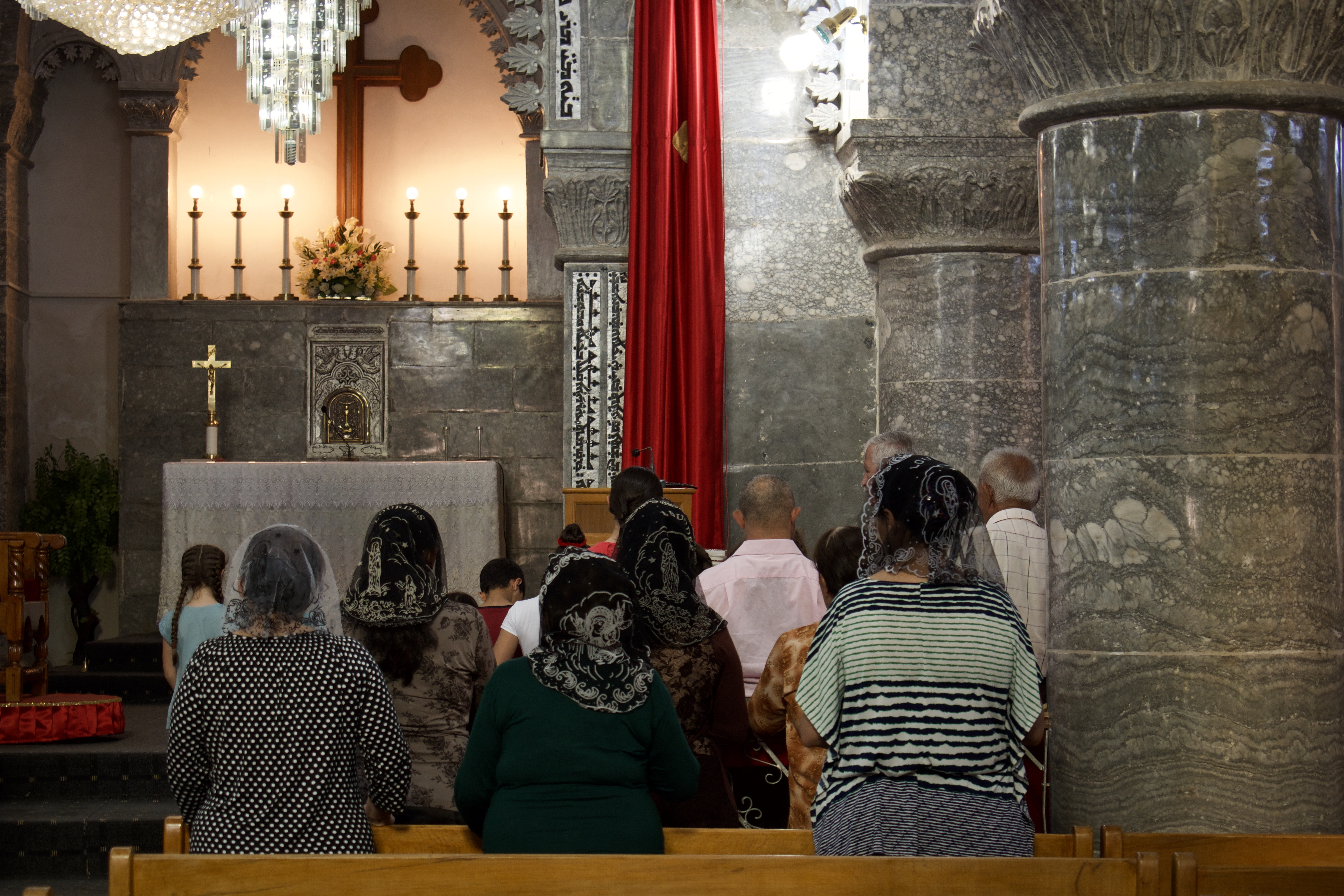
Gottesdienst in St. Georg, 2018

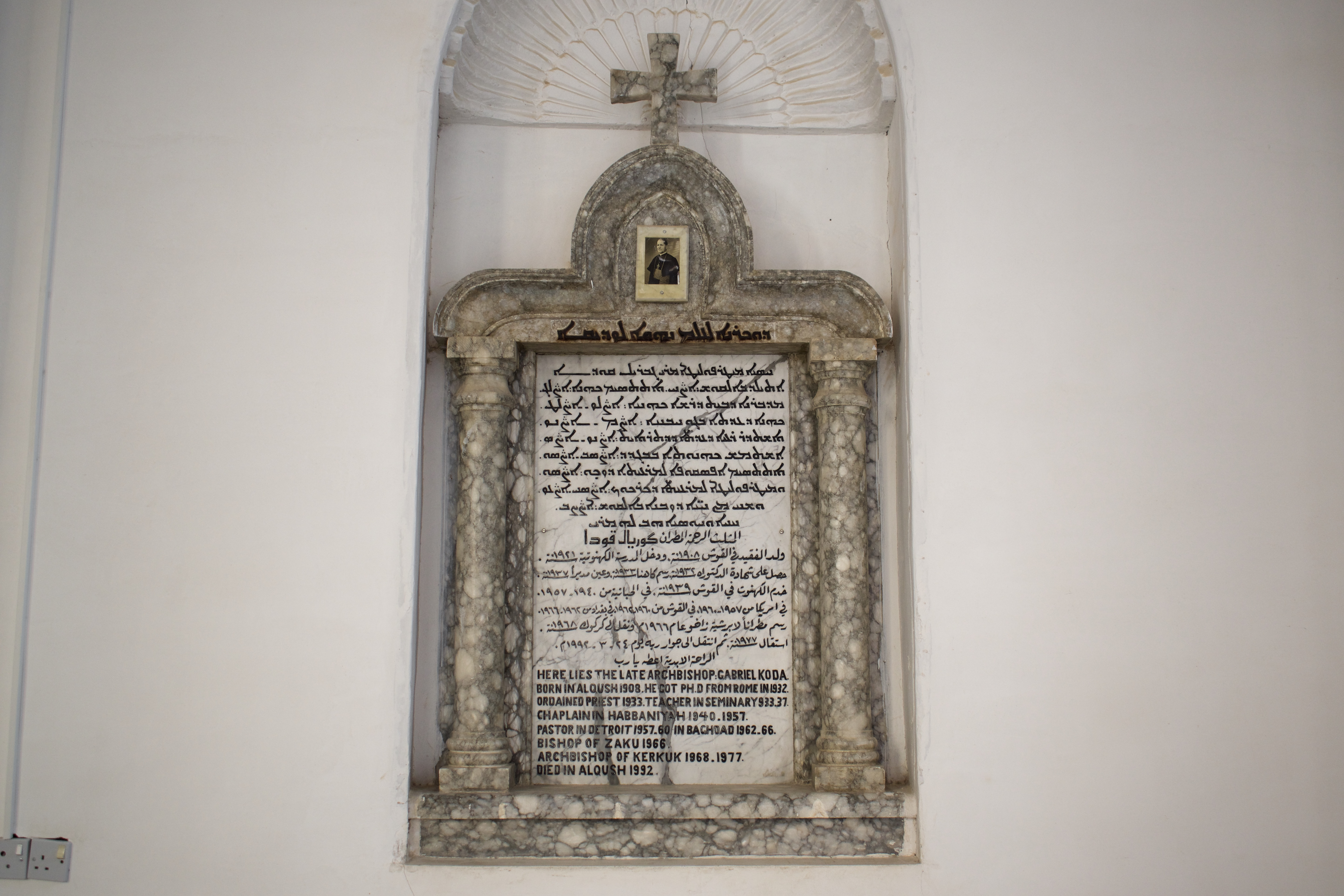
Grabplatte des Erzbischofs Gabriel Koda (1908–1992)

Die Chaldäische Georgskathedrale oder Mar Gorgis (arabisch كاتدرائية مار كوركيس; syrisch ܥܹܕܬܐ ܕܡܵܪܝ ܓܝܼܘܲܪܓܝܼܣ ܒܡܵܬܐ ܕܐܲܠܩܘܿܫ) ist eine Kirche in der irakischen Stadt Alqosch. Sie ist die Kathedrale des Bistums Alqosch der Chaldäisch-katholischen Kirche und gilt als älteste Kirche Alqoschs mit unbekanntem Jahr ihrer ursprünglichen Errichtung, doch stammt ihre Bausubstanz großenteils aus einer vollständigen Erneuerung 1906.

## Standort
Die Chaldäisch-katholische Georgskathedrale steht auf 557 m Meereshöhe inmitten der Altstadt von Alqosch, die sich wiederum am nördlichen Ende dieser nahezu in Gänze von Chaldäern bewohnten, im Jahre 2020 rund 6000 Einwohner zählenden Stadt befindet. In unmittelbarer Nähe befindet sich die ebenfalls chaldäische Kirche Mar Micha (كنيسة مار ميخا), und nur 100 m nordwestlich befindet sich das Mausoleum des jüdischen Propheten Nahum (قبر النبي ناحوم). Etwa 2,5 km nordöstlich in den Bergen steht das Kloster Rabban Hormizd (دير الربان هرمزد) und rund 1,2 km südöstlich das Kloster Unserer Frau der Saaten (دير سيدة الحصاد), beide chaldäisch-katholisch. Die Georgskathedrale ist über schmale Gassen der Altstadt zugänglich.

## Geschichte
Alqosch gilt als eine der ältesten christlichen Ortschaften Iraks, und laut Überlieferung wurde es bereits durch den Einfluss des Apostels Thomas im 1. Jahrhundert christlich. Mar Gorgis wiederum gilt als älteste Kirche der Stadt. Das Errichtungsdatum ist unbekannt, doch gehörte das Gotteshaus der Assyrischen Kirche des Ostens. Mit dem Schisma von 1553 fiel es an die neu gegründete, mit Rom unierte Chaldäisch-katholische Kirche, der nunmehr auch die gesamte Bevölkerung der Stadt angehörte. 1681 wurde das Gebäude erneuert. Den größten Umbau erlebte es 1906, als es praktisch in Gänze abgerissen und neu gebaut wurde.

## Architektur
Die Bausubstanz der Kathedrale Mar Gorgis stammt großenteils von der vollständigen Erneuerung des Gebäudes 1906. Die Kirche Mar Gorgis besitzt ein Hauptschiff und zwei Seitenschiffe. Drei Paar Säulen des Hauptschiffes tragen das Gewölbe mit dem Tonnendach. Die Königliche Tür, über die man ins Heiligtum gelangt, hat einen Rundbogen, und auf jeder ihrer beiden Seiten befindet sich eine schmalere Tür, die der Jungfrau Maria und Josef geweiht sind. Der marmorne Hochaltar und die Seitenaltare stehen an der Ostwand des Gebäudes. Das Kirchengelände ist von einer hohen Mauer umgeben, die bereits lange Zeit als Schutz gegen die häufigen Überfälle dient. Durch das Eingangstor gelangt man in einen großen Innenhof, wo sich zahlreiche Gräber chaldäischer Priester befinden. Links ist von diesem Hof aus die Kathedrale Mar Gorgis zu erreichen.

## Bistum und Bischof
Die Chaldäisch-katholische Georgskathedrale ist Sitz des 1960 errichteten chaldäisch-katholischen Bistums Alqosch (Dioecesis Alquoshensis Chaldæorum). Es umfasst neben der Stadt Alqosch den nördlichen Teil der Ninive-Ebene mit Dschambur, Bandawaya, Scharafiya, Schechan, Tesqopa, Baqopa und Batnaya, während Tel Keppe und Karamless zur Erzeparchie Mossul mit Sitz in der al-Tahira-Kathedrale von Mossul gehören. Alqosch gehört zu den christlichen Orten der Ninive-Ebene, die 2014 bis 2017 nicht vom Daesch eingenommen wurden, so dass die Georgskathedrale unversehrt blieb und ihre Gemeinde nicht fliehen musste. Es gibt hier im Jahr 2016 15.500 Gläubige in 13 Pfarreien mit 4 Priestern. Seit dem 3. Dezember 2001 ist der am 9. März 1949 in Alqosch geborene Mikha Pola Maqdassi Alqoscher Erzbischof.